# Publikvärd
Publikvärd är en person som har till uppgift att till exempel se till att ordningen på idrottsarrangemang, musikkonsert och andra stora evenemang upprätthålls. Men de kan också ha som uppgift att svara på frågor och hjälpa personer som behöver det. 
På sportevenemangen, till exempel fotboll, är publikvärdarna utsedda av respektive lag, att jobba som det en hel säsong. Det innebär alltså att publikvärden för till exempel IFK Göteborg eller AIK  måste inte heja på just det laget då det är upp till var publikvärd att jobba för det lag som för stunden spelar för att upprätthålla lugnet hos publiken tillsammans med supporterpolis och ordningsvakterna. Allt enligt SFF:s regler för publikvärdar.
Publikvärdarna är också de som vid bråk eller liknande först ska förhindra att huliganer tar sig in på planen och så att spelarna skyddas mot anfall av huliganer. Detta sker tillsammans med hjälp av speciella vakter - ordningsvakter. Vid större matcher, till exempel derbyn eller avgörande matcher, används speciell polis, som är kravallutrustad. Polisens utrustning består av batong, skyddshjälm och plastsköldar.
Publikvärden har till skillnad från ordningsvakt eller polisman inga särskilda befogenheter utom var mans rätt.